# Cape Melville National Park
Cape Melville National Park är en nationalpark i Australien.   Den ligger i delstaten Queensland, i den nordöstra delen av landet, 2 400 km norr om huvudstaden Canberra. Cape Melville National Park ligger 39 meter över havet.
I omgivningarna runt Cape Melville National Park växer huvudsakligen savannskog.